# Tourisme aux Îles-de-la-Madeleine
Le tourisme aux Îles-de-la-Madeleine est une composante de l'activité économique de cette région, l'économie tourne aux alentours de 50 millions de dollars chaque année et près de 60 000 visiteurs par année. Les îles de la Madeleine sont situées dans le golfe du Saint-Laurent. Les îles ont des dunes et des plages de sable fin. La pêche est une activité typique aux Îles-de-la-Madeleine.
|                           |  |  |
| Mer, vallons et falaises. |  |  |

## Localisation géographique
La région des îles-de-la-Madeleine est située dans le Golfe du Saint-Laurent, au Québec. Elle fait partie des cinq régions du Québec maritime. L'Archipel compte au total 11 îles, dont 7 qui sont rattachées entre elles par des dunes ou des ponts: 
- L'Île du Havre Aubert
- L'Île de la Grande Entrée
- L'île du Havre aux Maisons
- L'île du Cap aux Meules
- L'île aux Loups
- La Grosse Île
- La Pointe de l'Est

Les quatre autres îles: l'île d'Entrée, l'Île Brion, Les Rochers aux Oiseaux, ainsi que l'île du Corps-Mort se retrouvent donc autour de l'île principale, sans y être rattachées. 

### Les sous-régions
En 2002, lors de la fusion de Cap-aux-Meules, Fatima, Grande-Entrée, Grosse-Île, Havre-aux-Maisons, L'Étang-du-Nord et de L'Île-du-Havre-Aubert, l'Archipel ne comptait qu'une seule municipalité: Les Îles-de-la-Madeleine. En 2006, Grosse-île vota en faveur de la «défusion» et devint la deuxième municipalité des Îles-de-la-Madeleine. À ce jour, il y a toujours que ces deux municipalités.
La région compte huit pôles:
- Île d'Entrée (anglophone)
- Havre-Aubert
- Bassin
- Étang-du-Nord
- Cap-aux-Meules
- Fatima
- Havre-aux-Maisons
- Pointe-aux-Loups
- Grosse-Île (anglophone)
- Old Harry (anglophone)
- Grande-Entrée

## Histoire du tourisme dans cette région

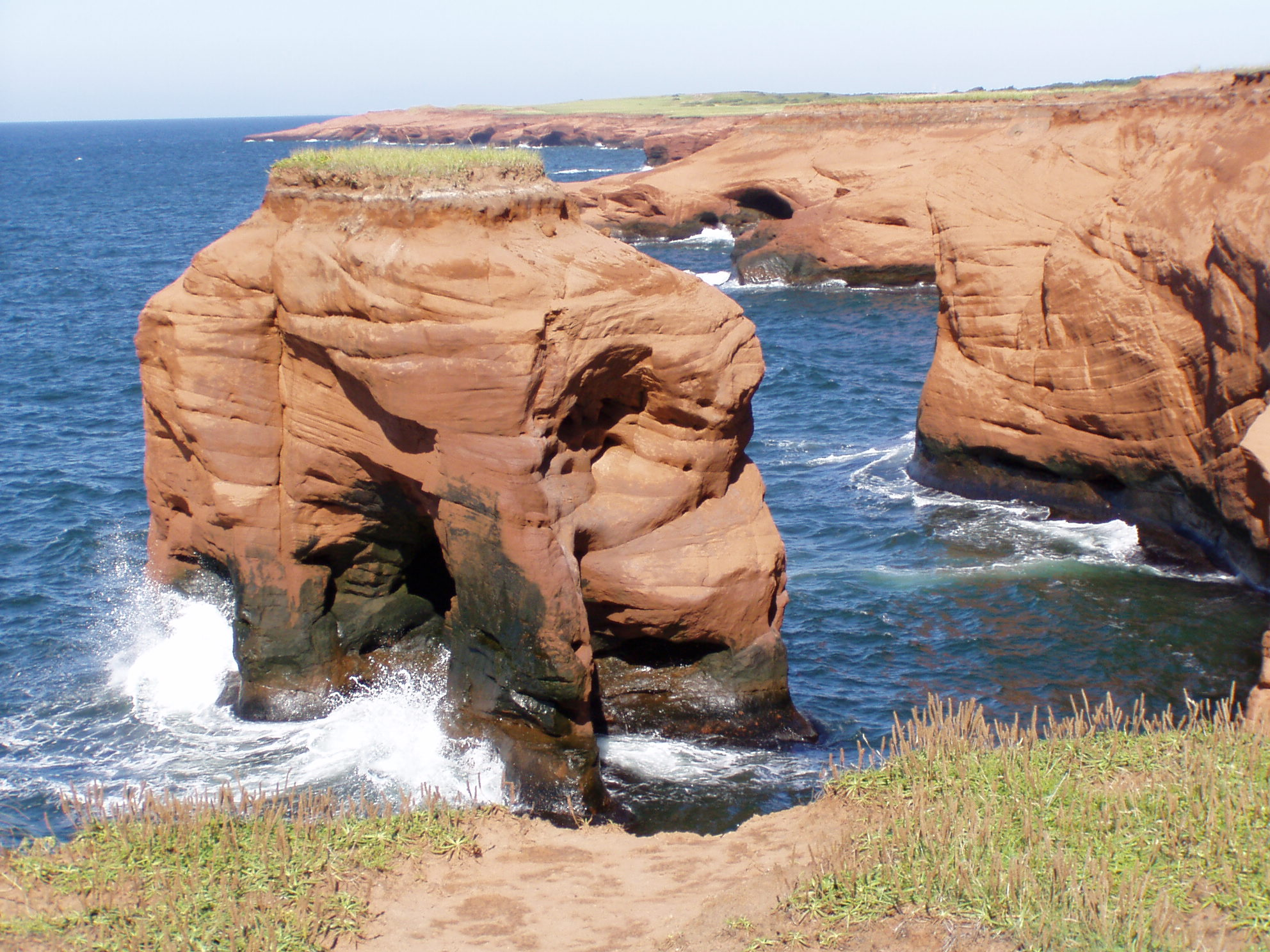
Cap au trou, sur l'île du Cap aux Meules

C'est à partir des années 1960 que le tourisme se développa dans cette région. Un traversier apparaît dans les années 1970 afin de relier les îles avec l'Île-du-Prince-Édouard. Les premiers touristes font mauvaises impressions auprès des habitants. Pendant que certains sont mécontents, d'autres agrandissent l'offre de services. Durant les dix premières années, le plus gros problème du tourisme sera la capacité d'hébergement insuffisante. Durant les années 1980, l'accueil aux Îles de la madeleine sera améliorée. En 1991, les Îles de la Madeleine ont des revenus de plus de 20 millions $. La crise économique des années 1990 réduit le nombre de touristes se rendant sur l'Archipel, ce qui créa une réflexion sur la préservation de l'environnement. C'est la création de l'écotourisme aux Îles de la madeleine. 

## Attractions
Musées et des centres d'interprétation :
- Le Centre d'interprétation du phoque à l'Île d'Entrée.

- Le Fumoir d'Antan à l'île du Havre aux Maisons, les installations et les bâtiments de ce fumoir remontent aux origines du savoir-faire.

- Le Musée de la Mer à l'Île du Havre Aubert.

- La Petite école rouge à Grosse-Île, construite en 1922.

- Le Musée des Vétérans et Parc commémoratif (C.A.M.I.) à Grosse-Île.

- L'Écomusée de la Mi-Carême à Fatima, relate les origines de la fête du Moyen Âge.

- Le Site d'Autrefois sur l'Île du Havre Aubert, présente l’ancien capitaine Claude Bourgeois qui raconte la vie d’autrefois et l’évolution de la pêche au fil du temps.

- Le Musée histoire de l'Île d'Entrée (C.A.M.I.)

- Le Centre d'interprétation de Mines Seleine à Grosse-Île, est un centre où l’on présente l’exposition «Sel Essentiel». Ce centre d’interprétation est réalisé en partenariat avec le Musée de la nature et des sciences.

- L'Aquarium de Îles à l'Île du Havre Aubert.

- Artisans du Sable/ Économusée du sable à l'Île du Havre Aubert est un musée où l’on apprend différents types de sable et la façon de les travailler pour pouvoir en faire une œuvre d’art.

Sites historiques et des lieux publics:
- Le Marché à l'île du Cap aux Meules, proposant des produits du terroir,
- La Grave sur l'Île du Havre Aubert, site historique de l'Archipel

Galeries d'art et des salles d'expositions:
- Galerie d'art Belle Anse à Fatima,
- Galerie d'art La Baraque à l'Île du Havre Aubert,
- Galerie d'art Jean Gaudet à l'Île du Havre Aubert,
- Le Flâneur à l'île du Cap aux Meules,
- Atelier-Galerie Elyse Turbide à l'Île du Havre Aubert,
- La Grande École à l'île du Havre aux Maisons, devenu un centre d'art,
- Atelier-Galerie Marlene Devost à l'Île du Havre Aubert

Théâtres et des salles de spectacles:
- Le Site de La Côte à L'Étang-du-Nord,
- Chez Tante Emma à L'Étang-du-Nord,
- Mes Îles, Mon Pays à l'Île du Havre Aubert, fresque théâtrale,
- Au Vieux Treuil-Diffuseur régional en arts de la scène à l'Île du Havre Aubert,
- Parc de Gros-Cap
- Galerie-Bar-Spectacles Les Pas Perdus à l'île du Cap aux Meules,
- La Petite Théâterie à l'Île du Havre Aubert,
- Nicolas Landry, Conteur d'histoires à L'Étang-du-Nord

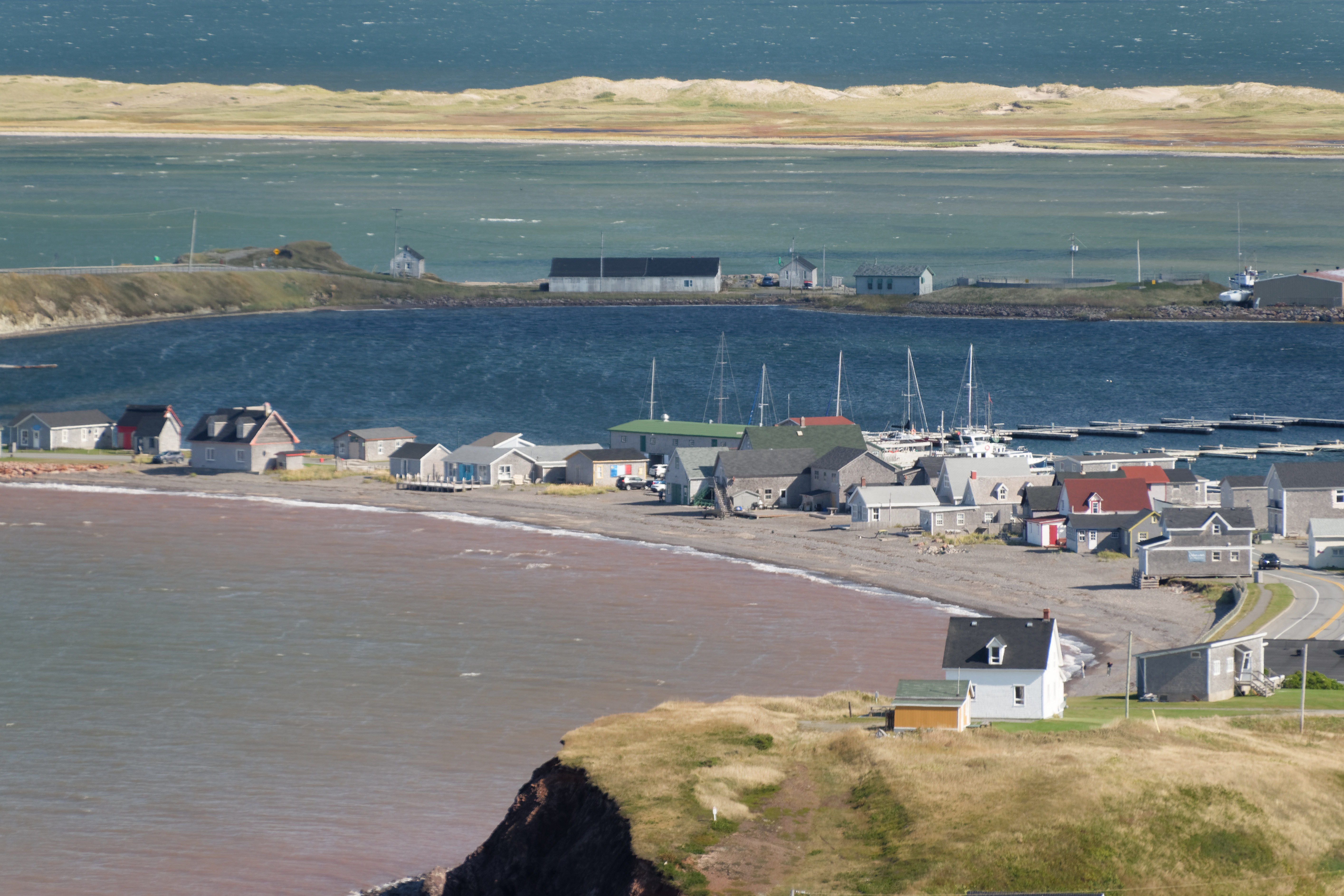
Site historique de la Grave
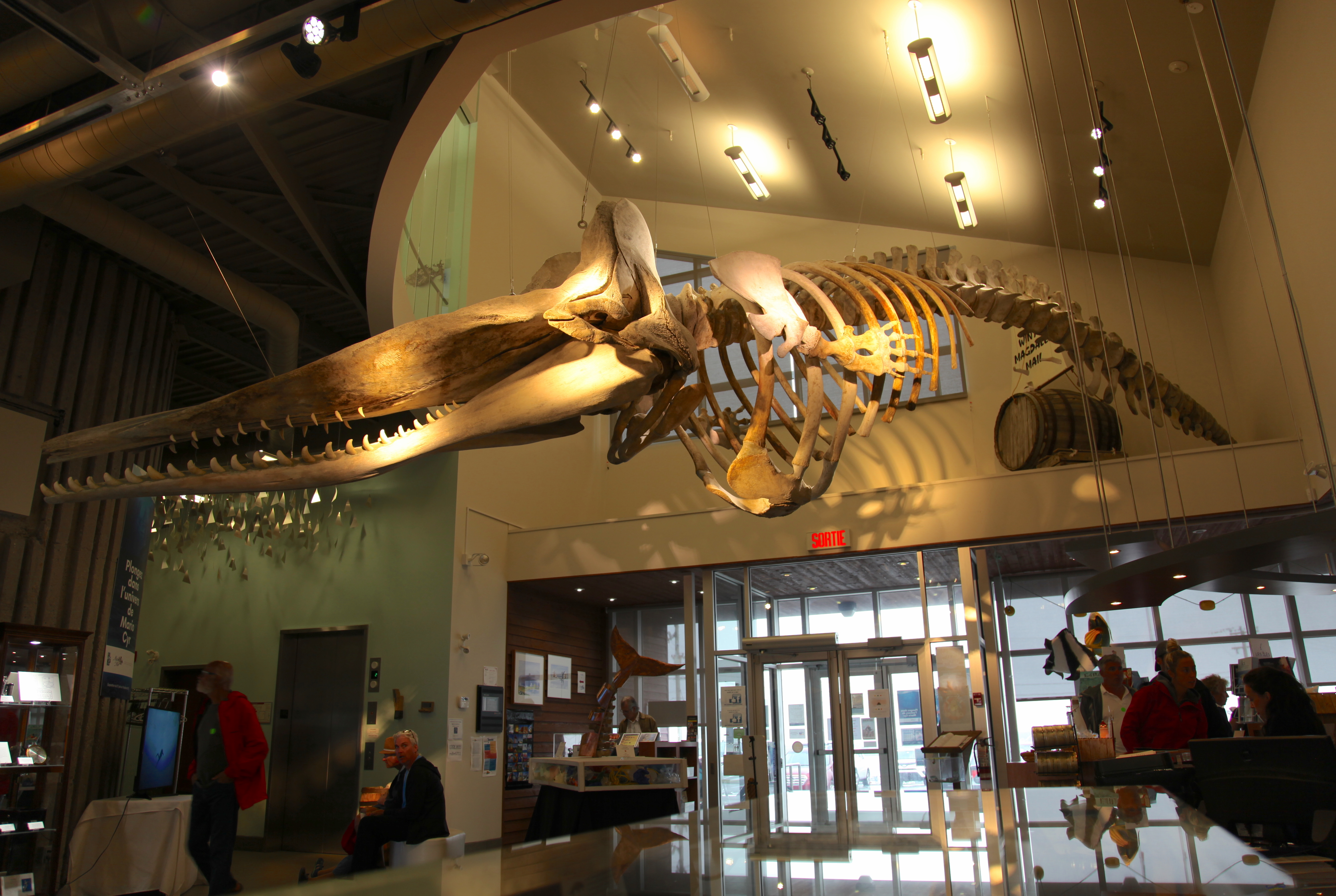
Musée de la mer
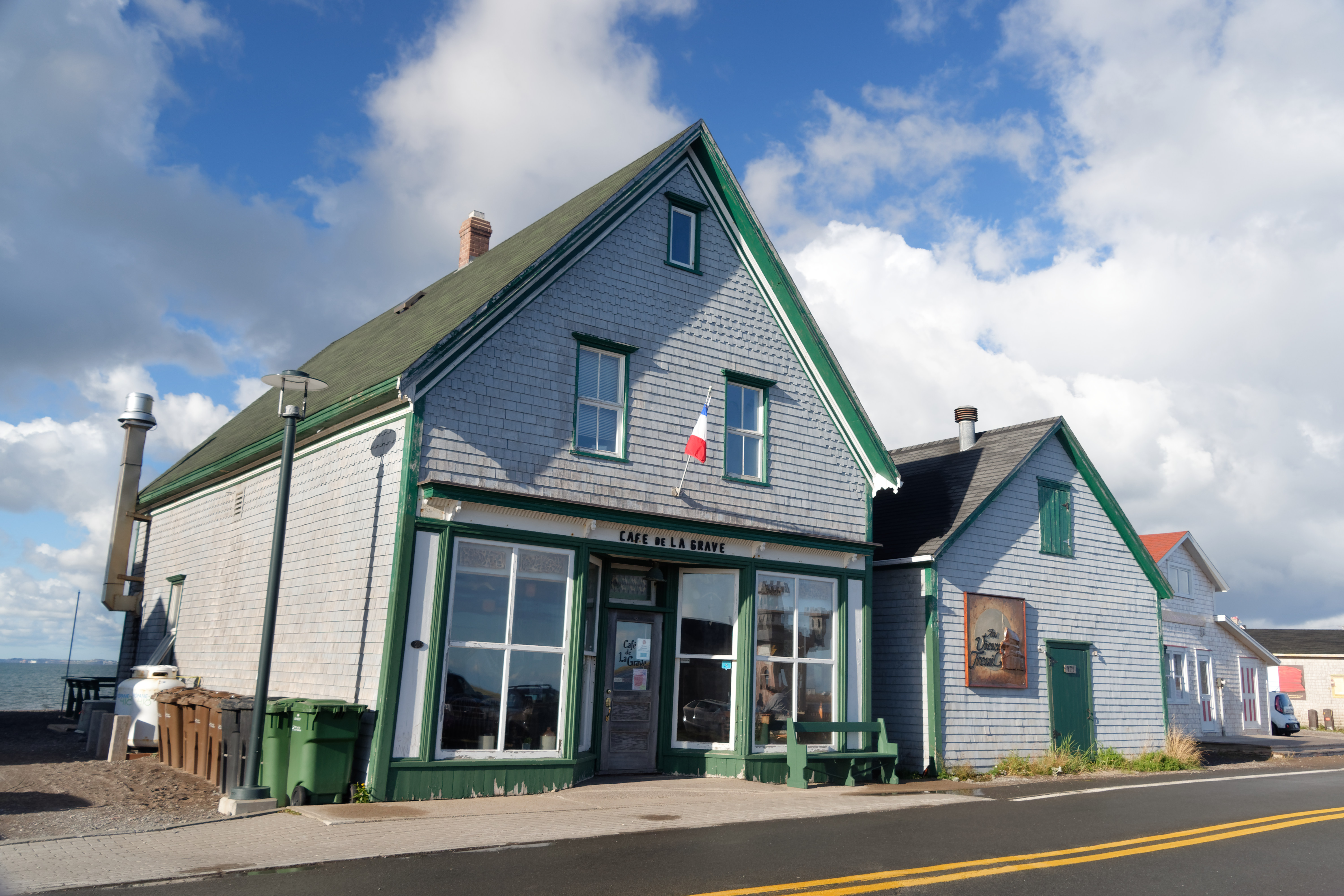

## Édifices religieux
- L’église St-François-Xavier (construite en 1939) et son presbytères, dans le secteur Bassin, est le plus ancien ensemble église-presbytères présent sur les Îles.
- L’église Notre Dame de la Visitation à Havre Aubert, érigée en 1962 dans laquelle se trouvent 5 tapisseries réalisées par l’artiste Rosaire Vigneault.
- L’église St-Pierre de Lavernière construite en 1876, elle est la plus vieille église des Îles. Elle est aussi la 2e plus grande église. Plusieurs fois frappée par la foudre puis reconstruite, cette église est classée monument historique depuis 1992.
- L’église Notre-Dame-du-Rosaire de Fatima, construite en 1967.
- L’église St-André de Cap-aux-Meules érigée en 1966 au cœur du village.
- L’église Ste-Madeleine de Havre-aux-Maisons, construite en 1969.
- Le vieux couvent de Havre-aux-Maisons, construit en 1915 avec des pierres de l’Île, devient une école en 1938. Le couvent abrite maintenant un bar ainsi qu’un resto-bar.
- L’église anglicane Holy Trinity, construite en 1925 sur Grosse-Île.
- L'église St-Peter's by the sea de Old Harry érigée en 1915.
- L’église Sacré-Cœur de Grande-Entrée construite en 1886.

Tourisme aux Îles-de-la-Madeleine participe à la mise en tourisme de quatre d'entre eux: l'Église Holy Trinity, l'Église Saint-François-Xavier du Bassin et Presbytère, l'Église Saint-Pierre de La Vernière et le vieux couvent de l'île du Havre aux Maisons.

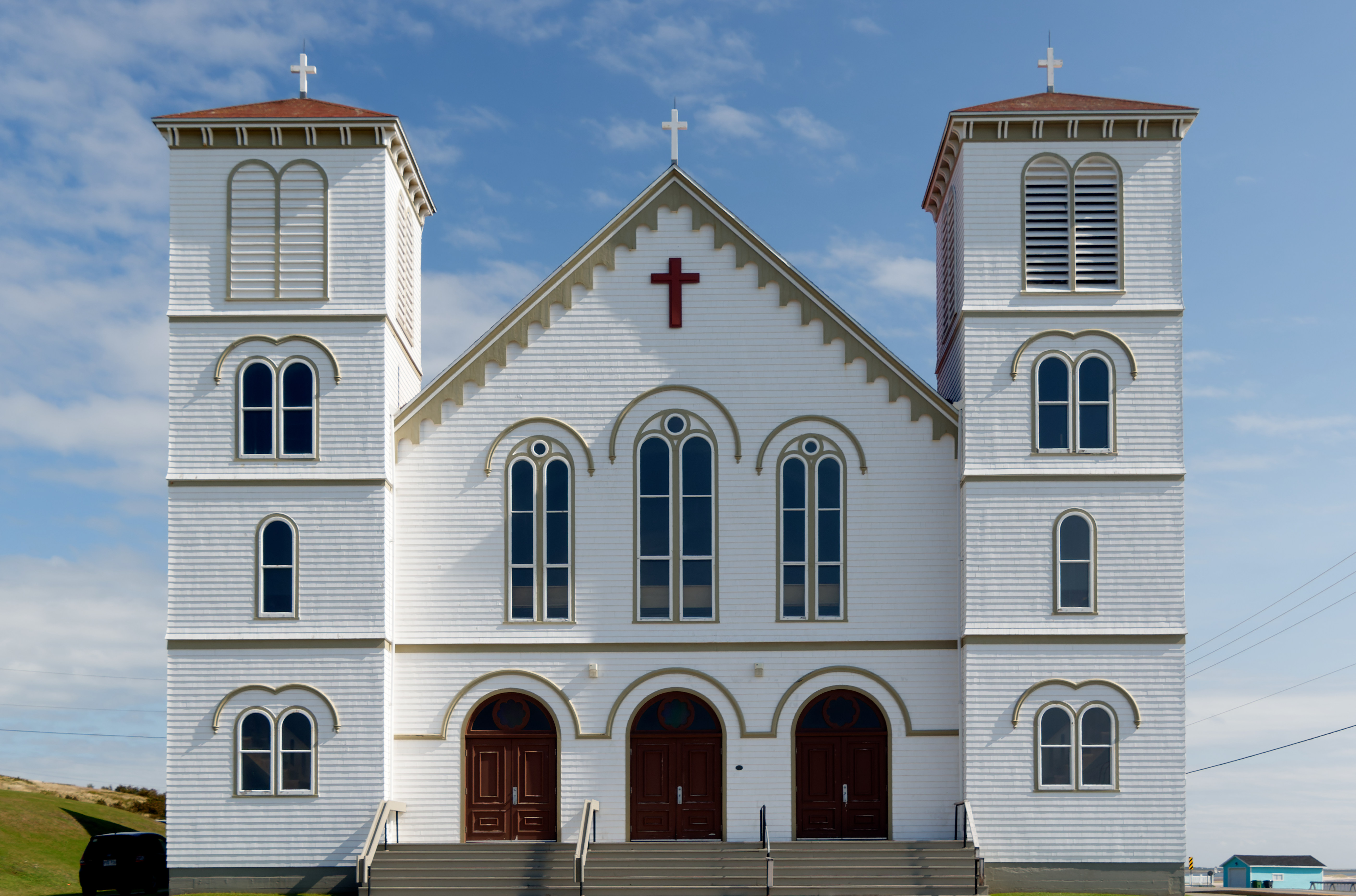
Église Saint-François-Xavier de Bassin
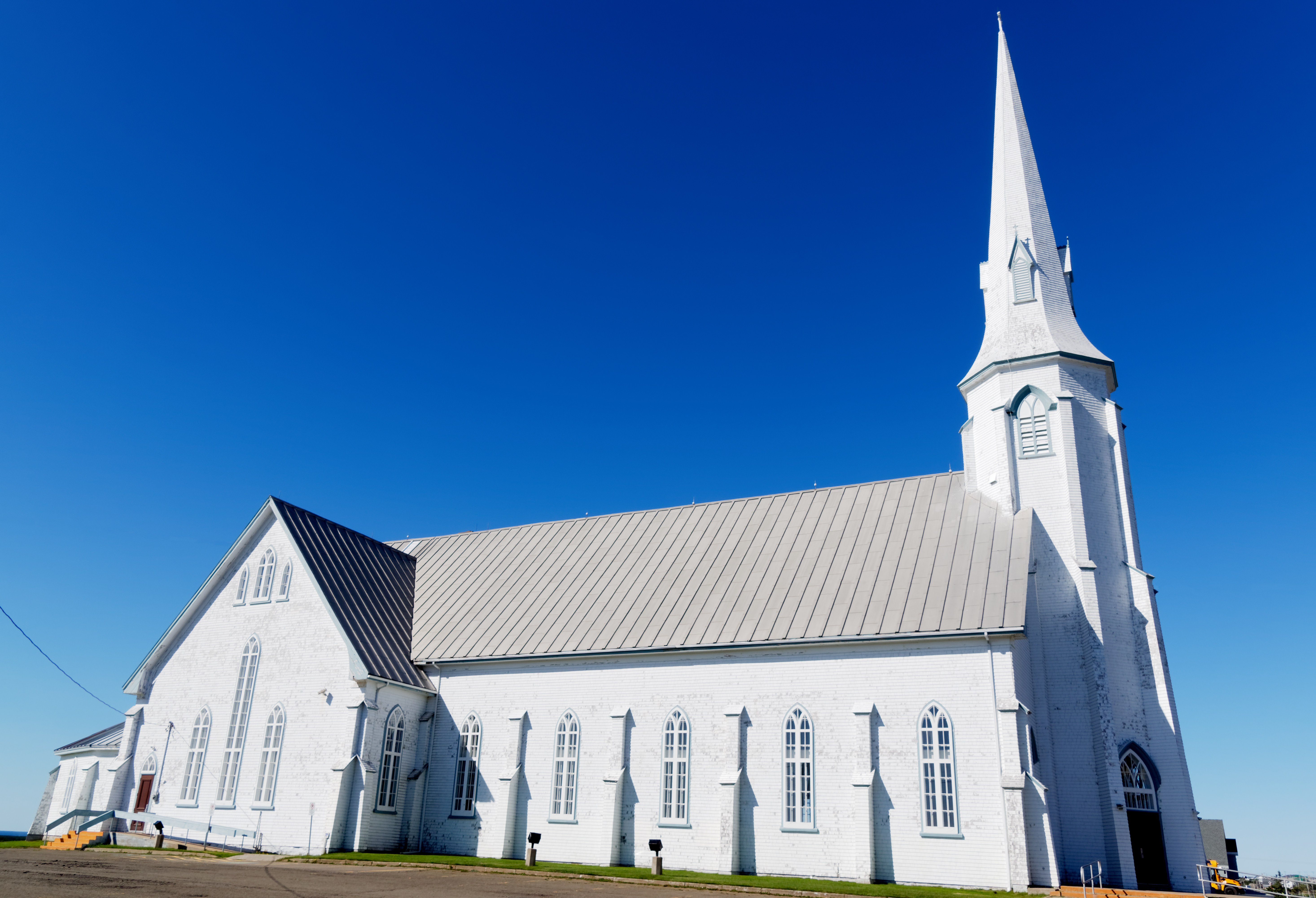
Église Saint-Pierre de La Vernière

## Aventure et plein air
Les Îles de la Madeleine comptent 3 parcs, réserves et sites naturels: la réserve écologique de l'Île Brion à 16km de Grosse Île, où il est possible de voir, entre autres, des mammifères, des espèces floristiques ainsi que de faire de l'observation d'oiseaux.
Le refuge de Rocher aux Oiseaux, pour pratiquer l’ornithologie, situé à 32km au nord-est de Grosse Île, est le refuge d'espèces d’oiseaux marins, par exemple: fous de bassan, petits pingouins, mouettes trydactyles, etc. 
La Réserve nationale de faune de la Pointe-de-l’Est, située dans le secteur de Grosse Île. C'est l'une des 8 réserves nationales protégée et administrée par le Service canadien de la faune d'Environnement Canada.

### Activités d'été
- le Kitesurf,
- le Surf,
- la Planche à voile,
- la Plongée sous-marine,
- le Kayak,
- le Stand up paddle et
- le Canot

Plusieurs autres activités sont praticable sur l'Archipel comme le vélo, le Golf, de nombreuses randonnées pédestres, répertoriées sur la plupart des Îles, un accès à la Marina, ainsi que des activités équestres.

### Activités hivernales
Ski cerf-volant, la randonnée en raquettes, la pêche blanche sur la banquise et le kayak de glace.

## Voyages
- Club Voyages Les îles à L'Étang-du-Nord

## Services touristiques
Les Îles-de-la-Madeleine détiennent une association touristique régionale nommée: Tourisme Îles de la Madeleine.

## Transport
Possibilité de transport par voiture de location, par autobus, par vélo sur l'Archipel et par traversier pour se rendre sur l'Île d'Entrée.

## Restauration, gastronomie et produits du terroir
Produits régionaux:
- Poissons
- Fruits de mer
- Fromages
- Huiles et assaisonnements
- Vins artisanaux
- Bières
- etc.

## Plus beaux villages du Québec
Le village de Havre-Aubert, faisant partie de l’Association des plus beaux villages du Québec, est un village de pêche traditionnel. Son architecture traditionnelle et est considéré comme le berceau du peuplement des îles et de l’industrie de la pêche.

## Festivals et événements
Du côté de Cap-aux-Meules, sur le site de La Côte de l’Étang du Nord, se déroule la Fête aux Saveurs de la mer où il est possible de rencontrer les mariculteurs, les producteurs de la mer et les restaurateurs. Depuis plus de 25 ans, le Concours de Châteaux de sable des Îles de la madeleine, le plus grand concours amateur de châteaux de sable au monde, se tient à Havre-Aubert. À chaque début d’août, la Corporation des Acadiens de l’île du Havre-Aubert organise la Fête des Acadiens sur le Site Historique de la Grave, le tout débutant par le Concours de construction de P'tits Bateaux ainsi que la course sur l'eau. Depuis plusieurs années, le Festival international Contes en Îles se déroule à chaque mois de septembre et offre aux conteurs madelinots l'occasion de raconter leurs histoires.  Le Festival de courts métrages Images en Vues présente une cinquantaine de courts métrages depuis une dizaine d'années. Le Symposium de peinture figurative de L'Étang-du-Nord consiste à accueillir 10 artistes peintres de différentes régions du Québec qui peindront chaque jour, durant une semaine, les paysages des Îles de la madeleine dont certains seront exposés. Le Rendez-vous Aventure offre des activités tel que le Raid du bout du banc, le Freestyle Jam Session, le Big Air et la Course en Slalom pour la Planche à voile et le Kitesurf. La Fête Champêtre, qui se déroule à Fatima, permet de rencontrer les producteurs et de découvrir les produits du terroir. Le Festival du homard célèbre la fin de la saison de pêche avec dégustations et activités de plein air.

## Hébergement
Possibilité d'hébergement dans des résidences touristiques, gîtes, campings, auberge de jeunesse, centre de vacances et hôtels. 

## Routes et circuits touristiques
- La route des phares, 43 phares dans le Québec maritime,
- La route des fromages fins du Québec
- Circuits de l'association des plus beaux villages du Québec
- Routes des bières de l'Est-du-Québec
- La route de l'Érable

## Lauréats régionaux des Grands Prix du tourisme
Prix Agrotourisme et produits régionaux
- 2010 : Fromagerie du Pied-de-Vent
- 2009 : À l'abri de la tempête
- 2008 : Boulangerie artisanale La Fleur de Sable
- 2007 : Le Barbocheux

Prix Attractions touristiques : Moins de 100 000 visiteurs
- 2010 : Corporation au Vieux Treuil
- 2007 et 2009 : Le prix n'a pas été décerné.
- 2008 : Spectacle V'nez veiller chez Tante Emma
- 2006 : La Verrerie La Méduse - Havre-aux-Maisons

Prix Développement touristique : Restauration
- 2008, 2009 et 2010 : Restaurant La Table des Roy
- 2008 : Restaurant la Table Des Roy
- 2006 : Restaurant La Table des Roy

Prix Hébergement : Gîtes
- 2010 : La Maison des falaises
- 2008 et 2009 : La Maison d'Octave
- 2006 : La Maison d'Éva-Anne - Havre-aux-Maisons

Prix Services touristiques
- 2009 et 2010 : Autobus Les Sillons
- 2008 : M.A. Poirier Îles-de-la-Madeleine Inc.
- 2006 et 2007 : Le prix n'a pas été décerné.

## Performance touristique
| Année | Volume | Nuitées | Dépenses ($) | Durée moyenne de séjour (Nuitées) | Dépenses moyennes par séjour ($) | Dépenses moyennes par nuitée ($) |
| ----- | ------ | ------- | ------------ | --------------------------------- | -------------------------------- | -------------------------------- |
| 2010  | 52 000 | 588 000 | 49 000 000   | 11                                | 942                              | 83                               |
| 2009  | 11 000 | 74 000  | 4 000 000    | 7                                 | 364                              | 54                               |
| 2008  | 40 000 | 442 000 | 33 000 000   | 11                                | 825                              | 75                               |
| 2007  | 32 000 | 291 000 | 27 000 000   | 9                                 | 844                              | 93                               |
| 2006  | 36 000 | 209 000 | 25 000 000   | 6                                 | 694                              | 120                              |